# Jo-Wilfried Tsonga
Jo-Wilfried Tsonga, född 17 april 1985 i Le Mans, Frankrike, är en fransk högerhänt före detta professionell tennisspelare. Tsongas främsta merit är singelfinalen i Australiska öppna 2008, som var hans första singelfinal på ATP-touren någonsin. Tsongas bästa ATP-ranking var en 5:e plats (uppnådd 27 februari 2012).

## Tenniskarriären
Jo-Wilfred Tsonga blev professionell spelare på ATP-touren 2004. Han vann två singeltitlar på touren, och hans främsta merit i Grand Slam-sammanhang är singelfinalen i Australiska öppna 2008, som han nådde genom semifinalseger över andraseedade Rafael Nadal. I finalen ställdes han mot serben Novak Djokovic och förlorade med 6-4, 4-6, 3-6, 6-7(2). För övrigt vann Tsonga åtta titlar i Challenger-turneringar och noterat segrar över spelare som Ivo Karlović. Två av singeltitlarna vann han på gräs och de övriga på hard-court.
Han vann sin första ATP-titel någonsin i Bangkok (Thailand Open) 2008. I finalen besegrade han världstrean Novak Djokovic, som han för övrigt förlorade mot i Australiska öppna samma år. Han vann i två raka set.
I dubbel vann Tsonga två ATP-titlar, den sista (januari 2008) i Sydney tillsammans med landsmannen Richard Gasquet. I finalen mötte de det topprankade amerikanska brödraparet Bob Bryan/Mike Bryan som besegrades med  4-6, 6-4, 11-9.
Hans andra ATP-titel i singel kom på hemmaplan i Paris Masters 2008. Han besegrade den regerande mästaren David Nalbandian.
Vid de olympiska tennisturneingarna 2012 i London tog Tsonga en silvermedalj i dubbeln tillsammans med Michael Llodra och i singeltävlingen åkte han ut i kvartsfinalen.

## Spelaren och personen
Tsongas far är från Kongo-Brazzaville och hans mor från Frankrike.
Tsonga hade stora framgångar som junior och rankades efter säsongen 2003 som nummer 2 i världen. Som junior nådde han semifinal 2002 och 2003 i juniorsingeln i Australiska öppna, liksom i Franska öppna 2003. Den senare säsongen vann han juniorsingeltiteln i US Open genom seger över Marcos Baghdatis.

## Grand Slam-finaler, singel (1)

### Finalförluster (1)
| År   | Mästerskap        | Finalmotståndare | Setsiffror         |
| 2008 | Australiska öppna | Novak Đoković    | 6-4, 4-6, 3-6, 6-7 |

## ATP-titlar

### Singel (15)
- 2008 - Bangkok, Paris
- 2009 - Johannesburg, Marseille, Tokyo
- 2011 - Metz, Wien
- 2012 - Metz, Doha
- 2013 - Marseille
- 2014 - Canada Masters
- 2015 - Metz
- 2017 - Lyon, Marseille, Rotterdam

### Dubbel (4)
- 2007 - Lyon (med Sébastien Grosjean)
- 2008 - Sydney (med Richard Gasquet)